# Dacunju
Dacunju é um gênero de mariposa pertencente à família Saturniidae.

## Espécies
- Dacunju jucunda (Walker, 1855)